# Lilius Gregorius Giraldus
Lilius Gregorius Giraldus (auch Gyraldus, italienisch Lilio Gregorio Giraldi; * 14. Juni 1479 in Ferrara; † Februar 1552) war ein italienischer Gelehrter, Mythograph und Dichter der Renaissance.

## Leben

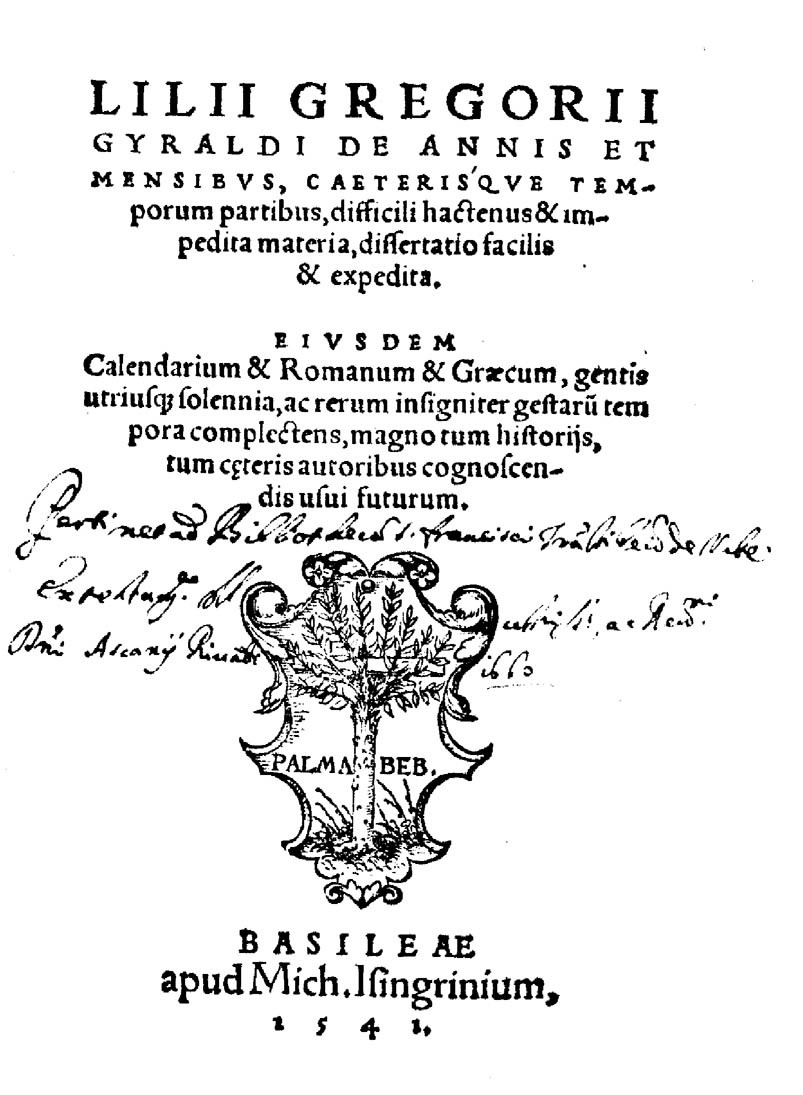
De annis et mensibus, caeterisque temporum partibus, 1541

Nach seiner Ausbildung in Ferrara ging Giraldi zuerst nach Neapel, wo er mit Giovanni Pontano und Jacopo Sannazaro verkehrte, dann in die Lombardei zur Familie der Mirandola. Im Jahr 1507 lernte er bei Demetrios Chalkondyles in Mailand Griechisch und wurde kurz darauf Hauslehrer des späteren Kardinals Ercole Rangone. Etwa um das Jahr 1514 wurde er unter Clemens VII. zum apostolischen Protonotar ernannt. Als er jedoch durch den Sacco di Roma („die Plünderung Roms“) im Jahr 1527 sein ganzes Vermögen und etwa gleichzeitig auch seinen Patron Kardinal Rangone verloren hatte, kehrte er verarmt zu den Mirandola zurück. In den Unruhen, die auf die Ermordung des regierenden Prinzen im Jahr 1533 folgten, wurde er wieder vertrieben und verbrachte den Rest seines Lebens in Armut und schlechter Gesundheit. Michel de Montaigne beklagt sein Ende in einem seiner Essais (i.34).

## Bedeutung
Giraldi war für seine große Gelehrsamkeit bekannt. Mit De deis gentium historia verfasste er ein mythographisches Handbuch, dem erst die Mythologia des Natale Conti den Rang ablief. Mit seinen Abhandlungen De annis et mensibus und zum Calendarium Romanum et Graecum trug er zum Zustandekommen der Kalenderreform Papst Gregors XIII. bei.

## Schriften

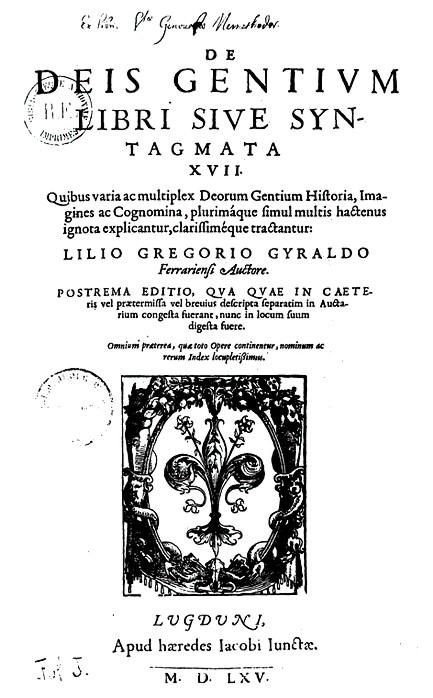
De deis gentium, Lyon 1565

- De musis syntagma (Straßburg 1507, 1511, 1539)
- Libellus in quo aenigmata pleraque antiquorum explicantur (Basel 1539, 1551)
- Paroeneticus Liber adversus ingratos (Florenz 1539, 1548, 1551)
- Herculis vita (Basel 1539, 1540)
- Symbolorum Pythagorae Interpretatio, cui adiecta sunt Pythagorica Praecepta mystica a Plutarcho interpretata (Basel 1539, 1551)
- Libellus quomodo quis ingrati nomen et crimen effugere possit (Basel 1539, 1551)
- De sepulchris et vario sepeliendi ritu (Basel 1539)
- Epithalamia (1539)
- Indicium vocalium (1539)
- De Re Nautica Libellus (Basel 1540)
- De Annis et Mensibus, caeterisque temporum partibus und Calendarium et Romanum et Graecum, gentis utriusque solennia, ac rerum insigniter gestarum tempora complectens (Basel 1541)
- Historiae poetarum tam graecorum quam latinorum dialogi decem (Basel 1545)
- De Deis Gentium varia et multiplex Historia, in qua simul de eorum imaginibus et cognominibus agitur (Basel 1548, Lyon 1565)
- De Poetis nostrorum temporum dialogi duo (Florenz 1551)
- Progymnasma adversus Litteras et Litteratos (Florenz 1551)
- Annotationum Dialogismi XXX. Item Laurentii Frizzolii Solaniensis Dialogismus unicus de ipsius Lilii vita et operibus (Venedig 1552)
- Opera omnia 2 Bände (Basel 1580, Lyon 1696)

## Ausgaben und Übersetzungen
- John N. Grant (Hrsg.): Lilio Gregorio Giraldi: Modern Poets. Harvard University Press, Cambridge (Massachusetts) 2011, ISBN 978-0-674-05575-9 (lateinischer Text und englische Übersetzung von Dialogi duo de poetis nostrorum temporum)